# Sandra Pianalto
Sandra Pianalto (* 4. August 1954 in Valli del Pasubio, Provinz Vicenza) ist eine aus Italien stammende US-amerikanische Wirtschaftswissenschaftlerin und Bankerin. Von 2003 bis zum 31. Mai 2014 war sie Präsidentin und Chief Executive Officer (CEO) der Federal Reserve Bank of Cleveland.

## Leben
Die aus Italien stammende Sandra Pianalto absolvierte nach dem Schulbesuch ein grundständiges Studium der Wirtschaftswissenschaften an der University of Akron, das sie 1976 mit einem Bachelor of Arts in Economics (B.A. Economics) beendete. Ein weiteres postgraduales Studium der Wirtschaftswissenschaften an der George Washington University schloss sie mit einem Master of Arts in Economics (M.A. Economics) ab. 
Nach einer anschließenden Tätigkeit im Stab des Haushaltsausschusses des US-Repräsentantenhauses begann Sandra Pianalto 1983 ihre Tätigkeit für die Federal Reserve Bank of Cleveland als Forschungswirtschaftswissenschaftlerin. Bereits 1984 wurde sie assistierende Vizepräsidentin für Öffentlichkeitsarbeit sowie 1988 Vizepräsidentin, ehe sie zwischen 1993 und 2003 als Erste Vizepräsidentin und Chief Operating Officer (COO) der Federal Reserve Bank of Cleveland fungierte.
Am 1. Februar 2003 wurde Sandra Pianalto Nachfolgerin von Jerry L. Jordan als Präsidentin und Chief Executive Officer (CEO) der Federal Reserve Bank of Cleveland, der für die Bundesstaaten Ohio und Pennsylvania zuständigen Regionalbank des Federal Reserve System mit Sitz in Cleveland. Für das Jahr 2014 ist sie stimmberechtigtes Mitglied des Offenmarktausschusses (Federal Open Market Committee), der die Geld- und Währungspolitik der Vereinigten Staaten betreibt.
Neben dieser Tätigkeit engagiert sie sich in zahlreichen Institutionen und Organisationen wie zum Beispiel als Vorstandsmitglied der Greater Cleveland Partnership, des Northeast Ohio Council on Higher Education sowie von United Way Cleveland. Ferner ist sie Trustee der Cleveland Foundation, der Rock and Roll Hall of Fame & Museum sowie des University Hospitals Health System.
Im Februar 2014 verteidigte sie die Anwendung von Anlagenkäufen und die sogenannte Vorwärtsführung (Forward Guidance) der Zinssätze durch die Federal Reserve Bank als effektive Werkzeuge, die dazu beitrugen, die US-amerikanische Wirtschaft aus der Rezession zu helfen.
Für Frühjahr 2014 kündigte Sandra Pianalto ihren Rücktritt als Präsidentin und Chief Executive Officer (CEO) der Federal Reserve Bank of Cleveland an. Am 13. Februar 2014 wurde bekanntgegeben, dass Loretta Mester, bisherige Exekutivvizepräsidentin und Direktorin der Forschungsabteilung der Federal Reserve Bank of Philadelphia, zum 1. Juni 2014 ihre Nachfolgerin werden soll.